# Tomoya Hosoda
Tomoya Hosoda, né le 14 novembre 1991, est un homme politique japonais. Il est le premier homme trans élu au Japon et dans le monde.

## Biographie
En 2015, Tomoya Hosoda réalise sa transition de genre à 23 ans, avec chirurgie de réattribution sexuelle.
Entre l'année de l'obtention de son diplôme de médecine à l'université Teikyō et son élection au conseil de la ville, il travaille en tant que technicien médical dans un hôpital de Shizuoka.

## Vie politique
Tomoya Hosoda devient à 25 ans le conseiller municipal de la ville d'Iruma dans la région de Kanto, et le premier homme ouvertement trans à être élu au suffrage universel dans le monde,.
Il lutte pour les droits de la communauté LGBTI+ (notamment les mineurs), des personnes handicapées et des personnes âgées, :
« Jusqu'à récemment, les gens ont agi comme si les minorités sexuelles et de genre n'existaient pas. Il y a encore beaucoup d'obstacles à surmonter mais j'espère être à la hauteur des attentes de tout le monde. »